# Monasterio de Achi
El monasterio de Achi o monasterio de Achi de San George (en georgiano:აჭის წმ. გიორგის სახელობის მონასტერი) es una iglesia medieval ortodoxa georgiana situada cerca de la aldea de Achi, en la región de Guria en el suroeste de Georgia, 9 km al sur de la ciudad de Ozurgueti.

## Arquitectura
El monasterio de Achi es una iglesia de una sola nave, construida en piedra de cantería. Edificado a finales del siglo XIII o principios del XIV, fue posteriormente rebautizado, renovado y rodeado de una muralla defensiva. Todo el interior está pintado al fresco. Algunos murales, que datan de finales del siglo XIII, traicionan las afinidades con el arte paleólogo, son rarezas  iconográficas, como las que representan la vida de San Jorge. Una de las inscripciones que lo acompañan, en griego, menciona a Onésimo, del Imperio de Trebisonda, probablemente un pintor.Los tonos dorado, rojo y verde brillante prevalecen en la pintura de Achi, que se combinan armoniosamente con un fondo gris azulado. Una inscripción georgiana en escritura asomtavruli, montada en la fachada oriental, dice así: «San Jorge, intercede por los señores Saghir, Rati y Ushanian, e intercede por Nikoloz de Achi y los canteros Mikel y Mkhetsidze».

## Historia

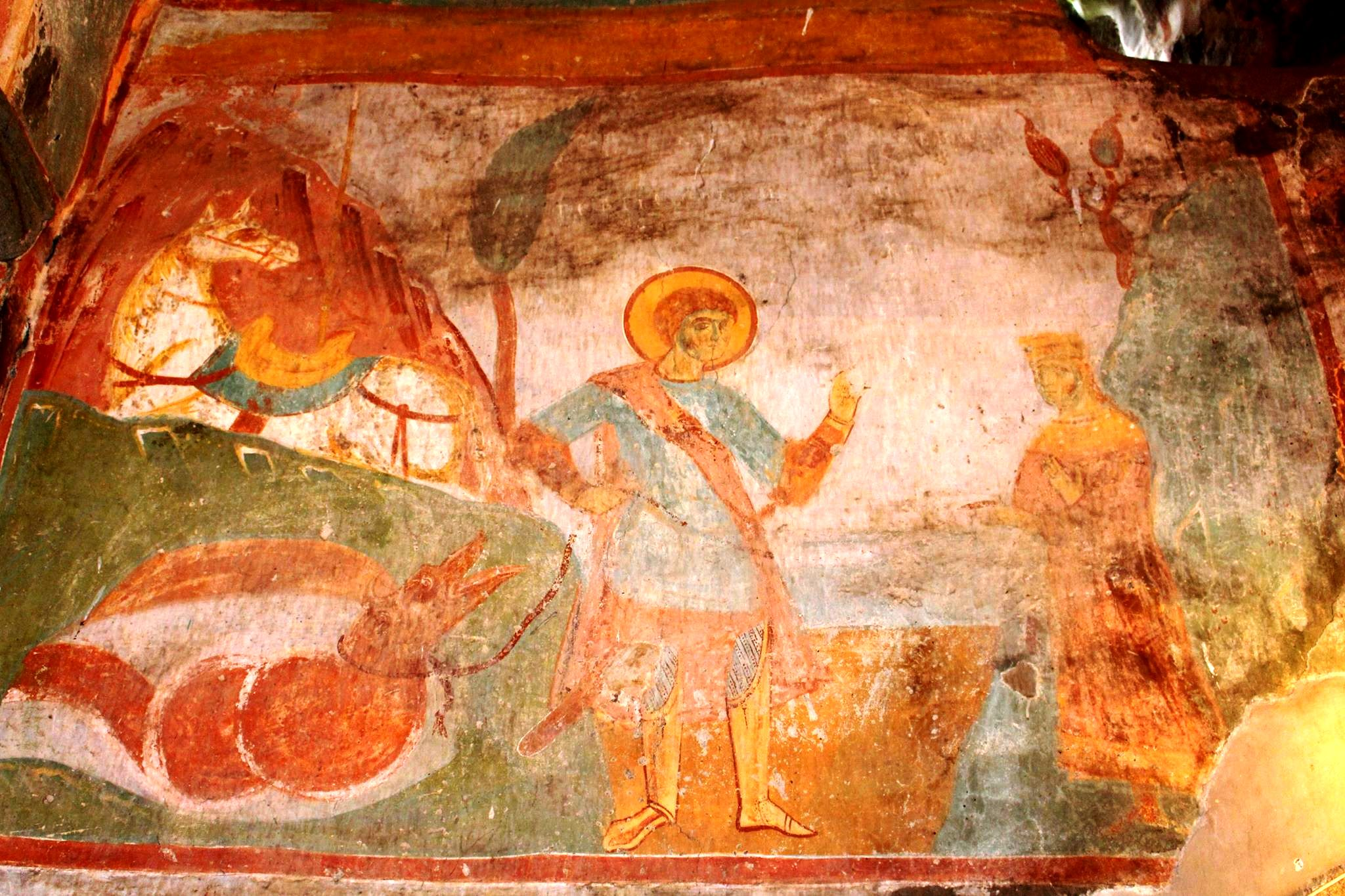
San Jorge y un dragón vencido. Un fresco de Achi.

El monasterio de Achi fue favorecido por los príncipes de Guria, especialmente Simón I Gurieli y Kaikhosro I Gurieli en el siglo XVII. Ambos hicieron importantes donaciones a la iglesia y Kaikhosro la convirtió en un metoquión de la sede del obispado de monasterio de Shemokmedi. La abadía de Achi fue hereditaria en la familia Salukvadze-Taqaishvili. La iglesia albergaba una cruz de plata dorada con una inscripción georgiana que mencionaba a la reina Tamara de Georgia, descubierta por Ekvtime Taqaishvili. El objeto fue conservado en la familia Salukvadze durante la época soviética y regresó a la iglesia de Achi en el año 2015.
La iglesia de Achi fue restaurada para uso cristiano en 1991, y está inscrita en el registro de los Monumentos culturales inamovibles de importancia nacional de Georgia.

## Galería

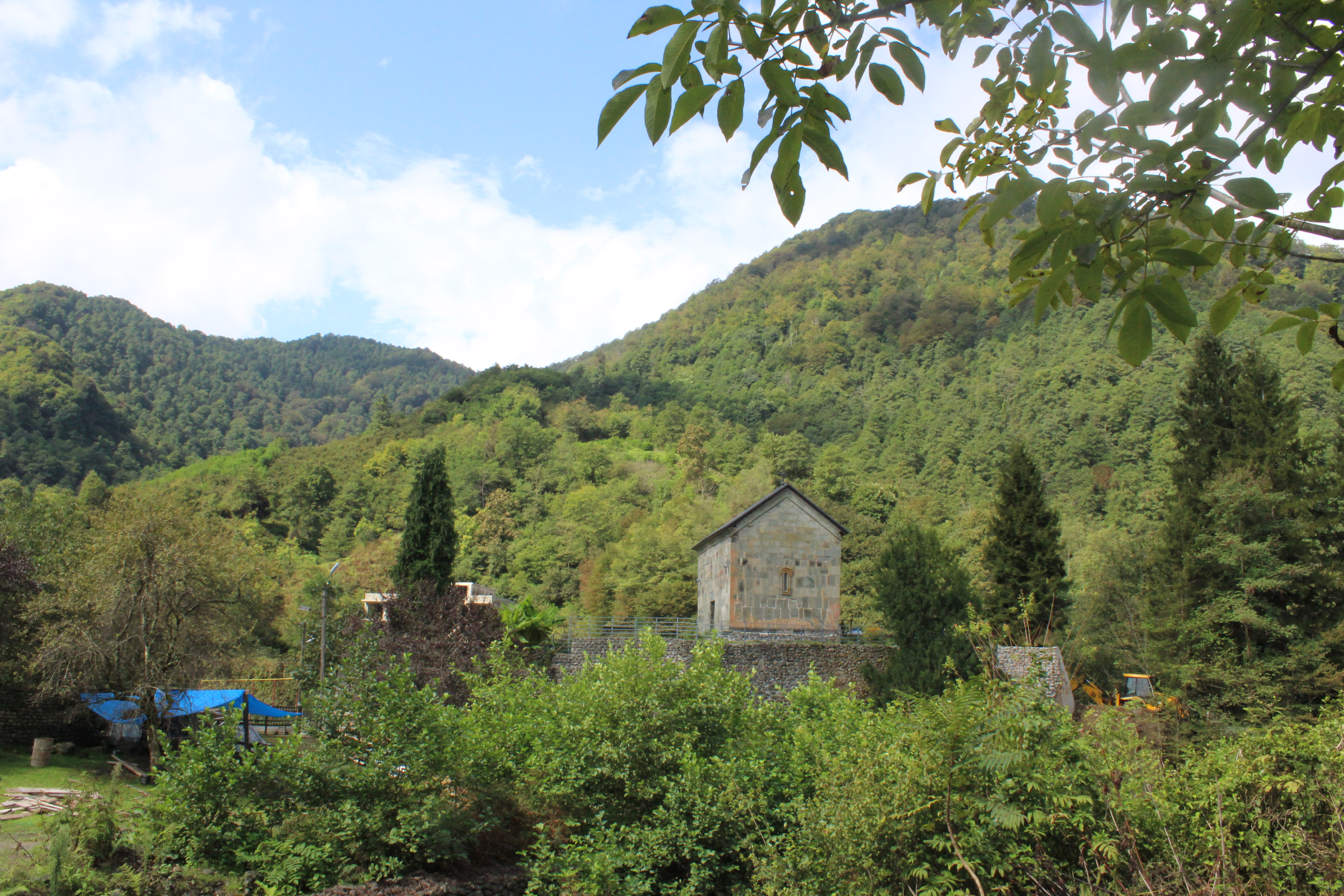
Vista general exterior.
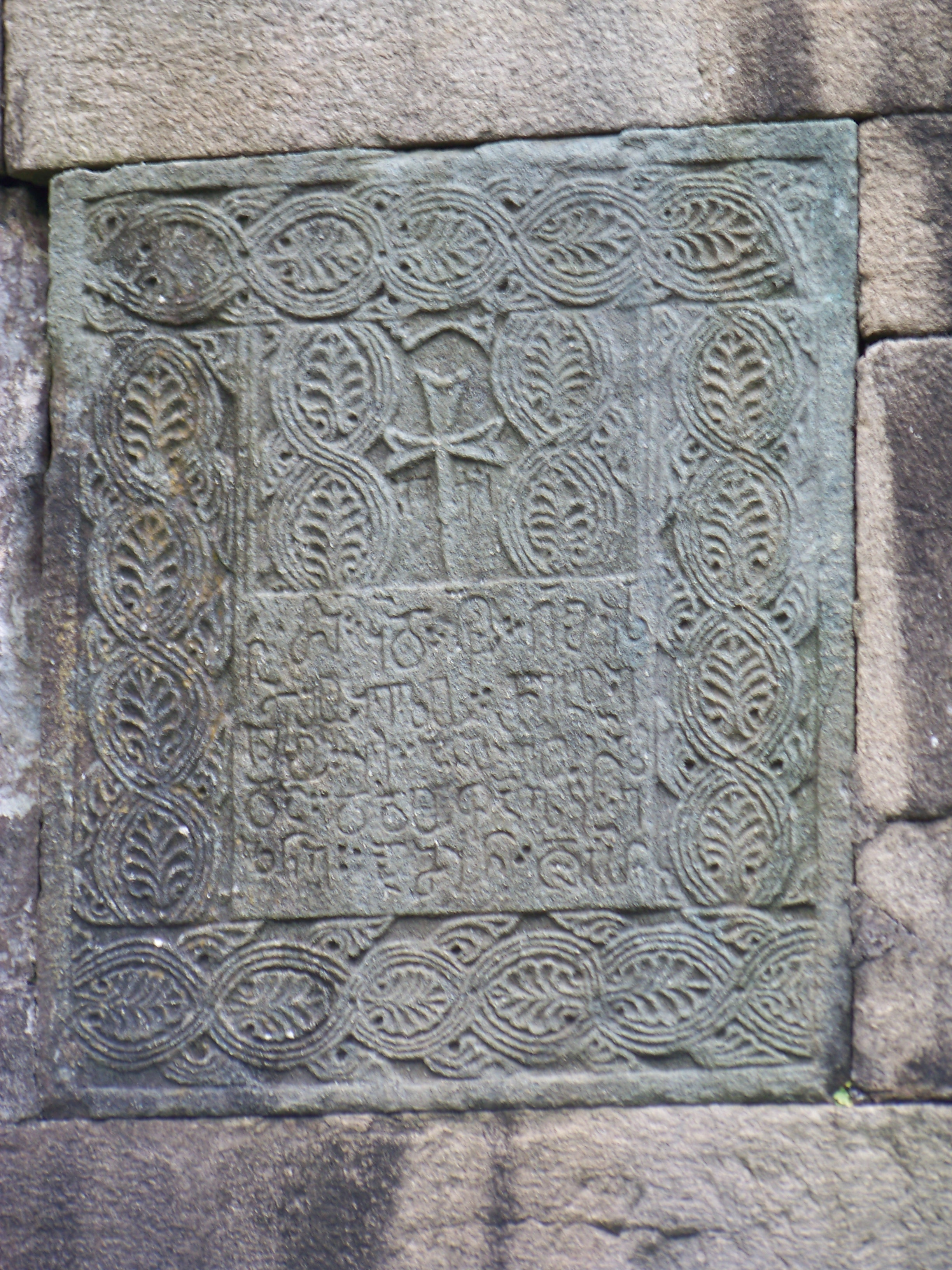
Inscripción.
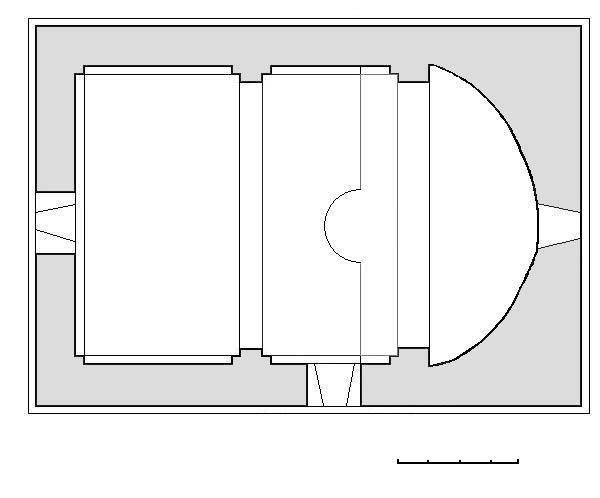
Plano de a iglesia.
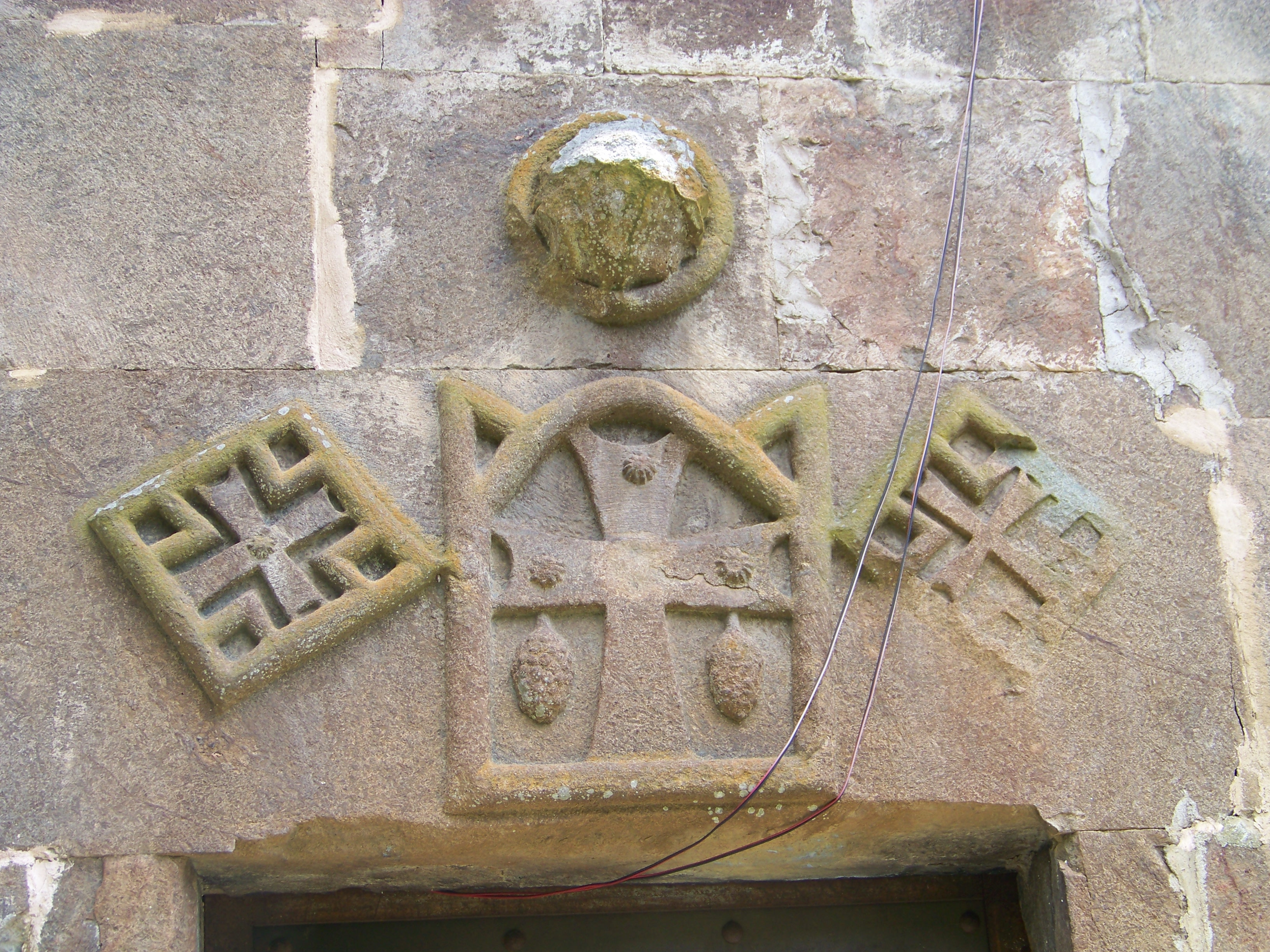
Bajo relieve